# Grążel drobny
Grążel drobny (Nuphar pumila (Timm) DC.) – gatunek byliny wodnej z rodziny grzybieniowatych (Nymphaeaceae).

## Rozmieszczenie geograficzne
Jako gatunek rodzimy występuje w Europie i Azji. W Polsce osiąga południową granicę swego zasięgu i jest znacznie rzadszy od podobnego grążela żółtego. Występuje w rozproszeniu w północnej części niżu, częściej na Pomorzu Zachodnim, rzadziej na Pomorzu Wschodnim. W południowej Polsce opisano jego występowanie tylko na 2 stanowiskach na Śląsku; w okolicy Boguszyc i Pszczyny.

## Morfologia

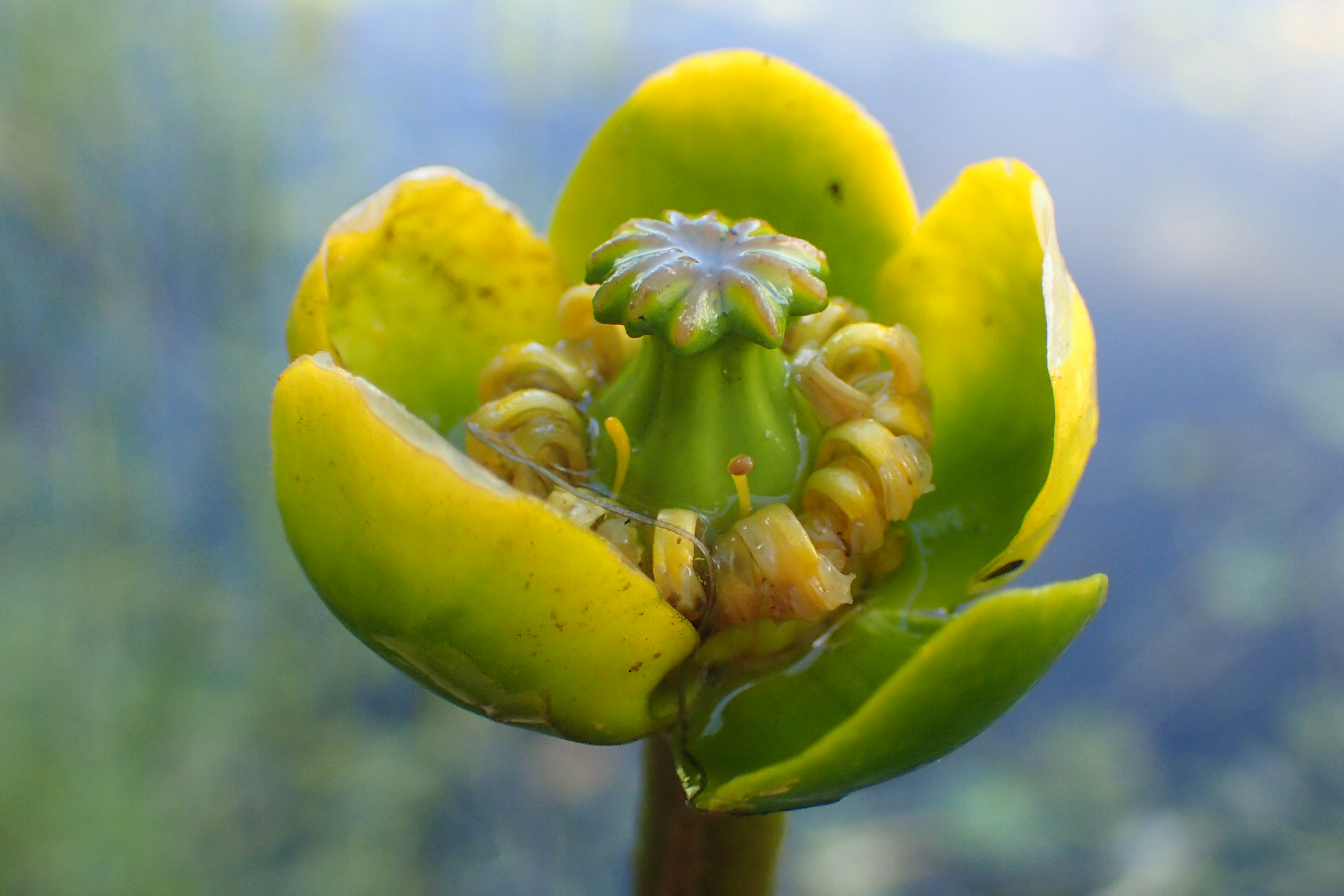
Kwiat z formującym się owocem

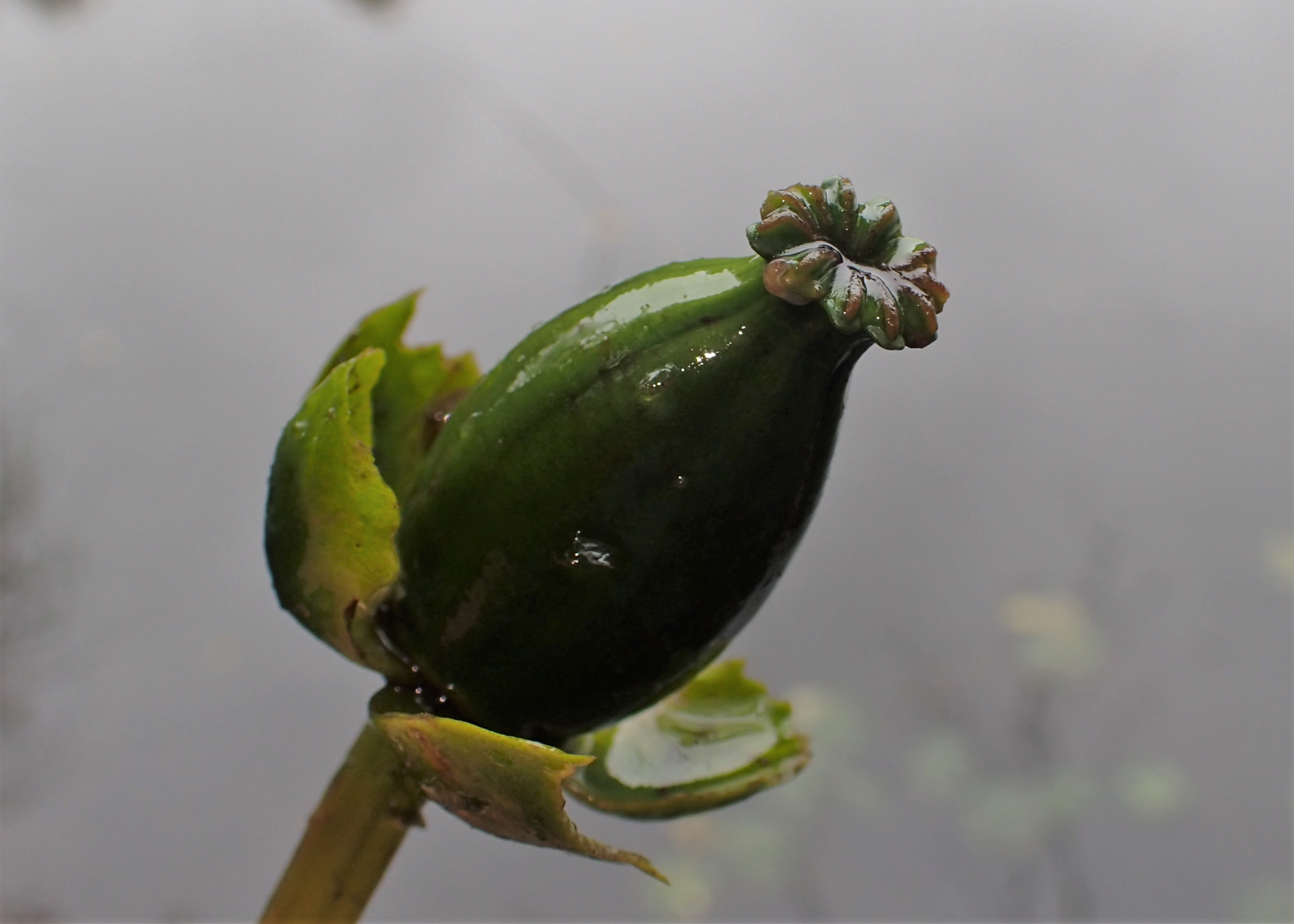
Owoc

PokrójRoślina bardzo podobna do grążela żółtego, zwłaszcza zmarniałego.
KłączeCieńsze jak u grążela żółtego; 10–20 mm grubości i 20–70 cm długości.
LiściePływające i podobne do liści grążela żółtego, ale mniejsze – osiągają 5–15 cm długości i 4–13 cm szerokości (poza tym nasada bardziej rozszerzona i rzadsze nerwy drugiego rzędu). Posiadają długi, sięgający do 2,5 m ogonek liściowy. Liście podwodne są delikatne, okrągławe i mają zatokowaty brzeg (heterofilia).
KwiatyObupłciowe, o średnicy 2–3 cm, z licznymi płatkami korony i 5 żółtozielonymi działkami kielicha (3–5 razy dłuższymi od płatków). Płatków 11 małych, łopatkowatych. Słupek składa się z 8–12 zrośniętych owocolistków, a jego znamię jest tarczowate, płaskie, z 8–12 promieniami dochodzącymi do ząbkowanego brzegu. Kwitnie od czerwca do września.
OwocTorebka o gruszkowatym kształcie, 2 razy mniejszy niż u grążela żółtego.

## Biologia i ekologia

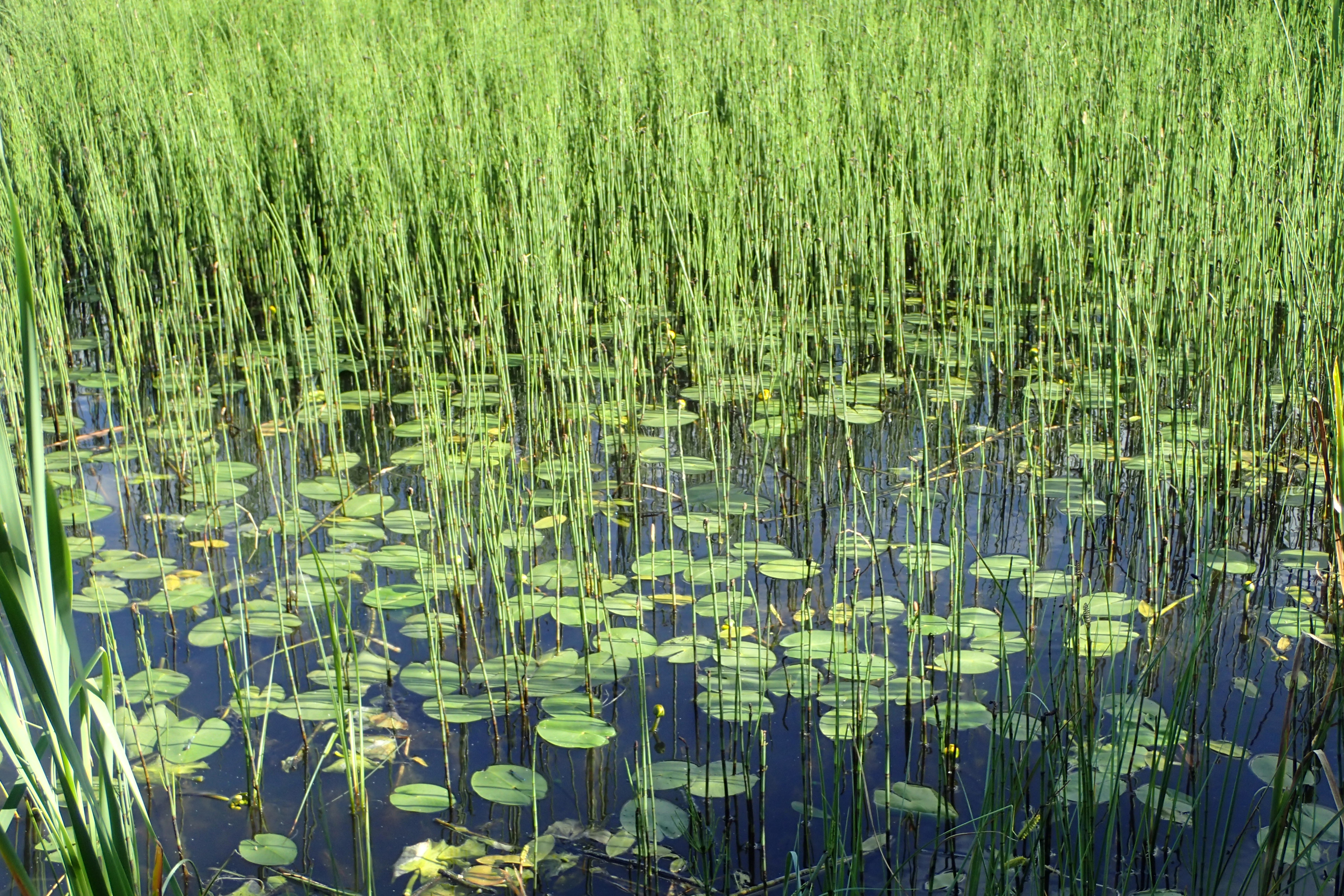
Grążel drobny w szuwarze skrzypowym

Bylina, hydrofit. Zasiedla zbiorniki wód stojących o bardzo zróżnicowanej żyzności, ale preferuje podłoże torfowe. Wrażliwy na obecność wapnia w wodzie lub w podłożu. Tworzy swój własny zespół Nupharetum pumili, dla którego jest gatunkiem charakterystycznym.

## Zmienność
Tworzy mieszańca z grążelem żółtym o nazwie naukowej Nuphar × spenneriana Gaudin 1828, Fl. Helv., 3: 439.

## Zagrożenia i ochrona
Grążel drobny objęty jest w Polsce ścisłą ochroną gatunkową na podstawie rozporządzeń wydawanych kolejno w latach: 1983, 1995, 2001, 2004, 2012 i 2014.
Zagrożeniem dla gatunku jest zanieczyszczenie wód oraz nadmierna gospodarcza i turystyczna eksploatacja jezior i stawów, a także sukcesja ekologiczna (przyśpieszana przez eutrofizację) tj. wypłycanie i zarastanie zbiorników przez szuwary.
Kategorie zagrożenia gatunku:
- Kategoria zagrożenia w Polsce według Czerwonej listy roślin i grzybów Polski (2006, 2016)[14][15]: VU (narażony na wyginięcie).
- Kategoria zagrożenia w Polsce według Polskiej Czerwonej Księgi Roślin[16]: VU (narażony na wyginięcie).